# Coma de n'Arbona
La Coma de n'Arbona es una hondonada situada en el ángulo de intersección que forman el Penyal des Migdia y la Sierra de Son Torrella. Pertenece al término municipal de Fornaluch, en la isla de Mallorca, España.
Consta de una pendiente que se inicia en zona de carretera a partir de la cota 800 y termina al frente del Puig Mayor en la cota 1216, justo en la curva de la Carretera Militar.
Esta zona no tendría más historia si no fuera por su microclima tan peculiar que posee: canaliza perfectamente las entradas de aire frío, y gracias a las paredes montañosas circundantes del Penyal y a la Sierra de Son Torrella, concentra la mayor parte de la precipitación cuando esta es en forma de nieve. Incluso se puede comprobar, yendo en coche por la carretera nevando, que la precipitación es más intensa y la cota de nieve es más baja justo al pasar por esta zona.
Incluso después de nevar, la nieve se mantiene ahí con mayor facilidad que las montañas que le rodean en cotas superiores.
Este hecho no es un descubrimiento reciente, pues en la Coma de n´Arbona se hallan las Casas de Nieve o Cases de Neu, todo un patrimonio cultural de la Sierra, que sirvieron para almacenar hielo para el verano durante siglos. Y es precisamente en esta zona de microclima donde se halla la mayor concentración de estas casas: hasta cuatro.
- Datos: Q8348142
- Multimedia: Coma de n'Arbona / Q8348142